# Brownea coccinea
Brownea coccinea är en ärtväxtart som beskrevs av Nikolaus Joseph von Jacquin. Brownea coccinea ingår i släktet Brownea och familjen ärtväxter.

## Underarter
Arten delas in i följande underarter:
- B. c. capitella
- B. c. coccinea

## Bildgalleri

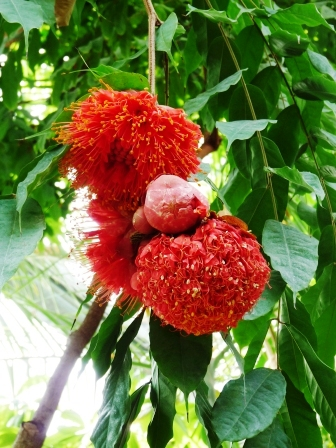
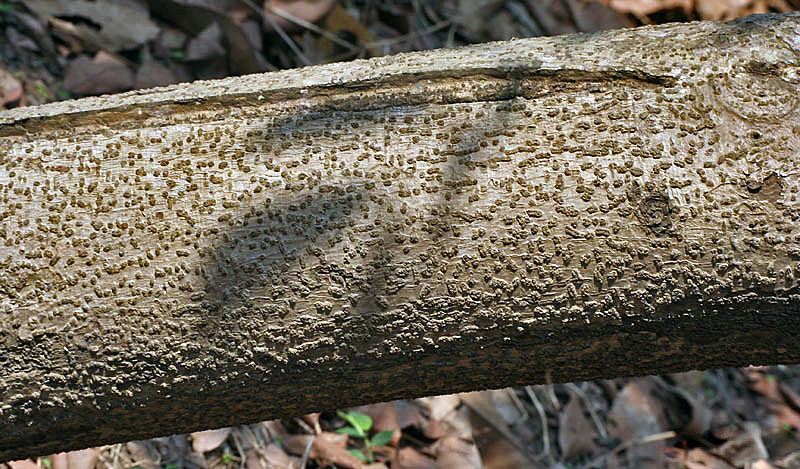
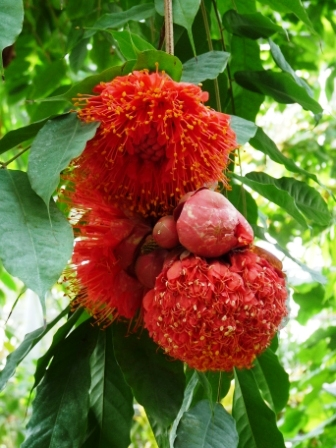
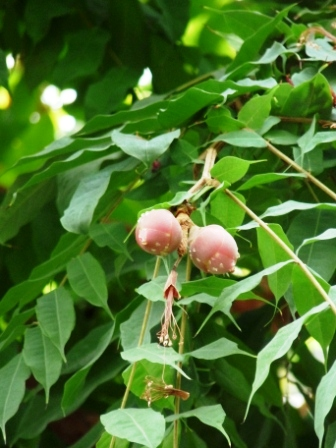